# Abu Said
Abu Said Bahadur kan (perzijsko, arabsko ابو سعید بہادر خان, mongolsko Абу Саид Бахадур хан, Abu Said Bahadur han) je bil deveti vladar Ilkanata, ki je vladal od leta 1316 do 1335, * 2. junij 1303, Udža,  † 1. december 1335, Soltanije. 
Ilkanat je med njegovo vladavino obsegal sedanji Iran, Azerbajdžan, Gruzijo in Armenijo in dele Iraka, Turčije, Afganistana in Pakistana. Abu Said je po porazu vojske Zlate horde in zatrtju upora Keraitov dobil naslov Bahadur (iz mongolskega баатар, vojščak, junak), čeprav je bil še otrok.
Na samem začetku Abu Saidovega vladanja so uglednega judovsko-muslimanskega učenjaka in vezirja Rašida Al Din Hamadanija obglavili in de facto vladar Ilkanata je postal emir in general Čoban. Leta 1325 je Čoban porazil vojsko Zlate horde pod poveljstvom Mohameda Uzbek kana in zatem sam vdrl na njeno ozemlje. Abu Said se je takrat zaljubil v  Čobanovo hčerko Bagdad hatun. Čoban je poskušal preprečiti njuno poroko, ker je bila Bagdad hatun poročena z vplivnim šejkom Hasanom Buzurgom, vendar mu to ni uspelo. 
Avgusta 1327 je Abu Said ubil Čobanovega sina Dimask Kadža, dozdevno zaradi njegovega razmerja z nekdanjo Oljejtujevo priležnico. Kasneje so Kartidi, ki so vladali v Heratu, ubili tudi Čobana, Mameluki pa so obglavili njegovega drugega sina Timurtaša, guvernerja, ki se nekaj let pred tem uprl Ilkanatu in je bil nenavadno milosten. 
V 1330. letih je izbruhnila črna smrt in opustošila Ilkanat. Med njenimi žrtvami so bili tudi Abu Said in njegovi sinovi.
Abu Said je umrl brez zakonitega ali imenovanega naslednika, zato je Ilkanat razpadel na majhna ozemlja, ki so bila v posesti velikih družin, med katerimi so bili Čobanidi in Džalajridi, in nova gibanja, kakršni so bili sarbadarji. Slavni svetovni potnik Ibn Batuta se je na svojem drugem obisku v Ilkanatu čudil, da je mogočna država, ki jo je obiskal pred komaj dvajset leti, tako hitro povsem razpadla.  Po smrti njegovega naslednika Arpa Keuna se je Ilkanat pretvoril v množico majhnih mongolskih, turških in perzijskih kraljestev.

## Vir
- Atwood, Christopher P. (2004). The Encyclopedia of Mongolia and the Mongol Empire. Facts on File, Inc. ISBN 0-8160-4671-9.

| Abu Said BordžiginiRojen: 2. junij 1303 Umrl: 1. december 1335 |                 |                      |
| Vladarski nazivi                                               |                 |                      |
| Predhodnik: Oldžejtu                                           | Ilkan 1316-1335 | Naslednik: Arpa Keun |